# 盤具母禮
盤具母禮（いわぐ の もれ、生年不詳 - 延暦21年8月13日〈ユリウス暦802年9月17日〉）は、古代東北地方の人物。姓は公。大墓公阿弖利爲と同時期に蝦夷（えみし）の族長の1人であったとみられている。

## 名前について
氏である盤具の読みは、「いわぐ」以外にも異説がある。今泉隆雄によれば、この氏は蝦夷語の音写なので「いわ」のように日本語として意味を持つ訓読は避けるべきであり、「ばんぐ」または「はんぐ」が正しいとしている。
名である母禮（母礼）の読みは、「もれ」以外に「もらい」や「もれい」があり得る。「もらい」だとすれば、前沢の母体地区（21世紀現在の奥州市前沢生母）との関連が考えられる。
なお、母体地区を重視する観点から、元の漢字表記そのものが母體（母体）の誤りで、「もたい」と読むのではないかという説があり、高橋富雄もその提唱者のひとりだが、今泉隆雄は史料の誤字を前提とした説を批判している。

## 生涯

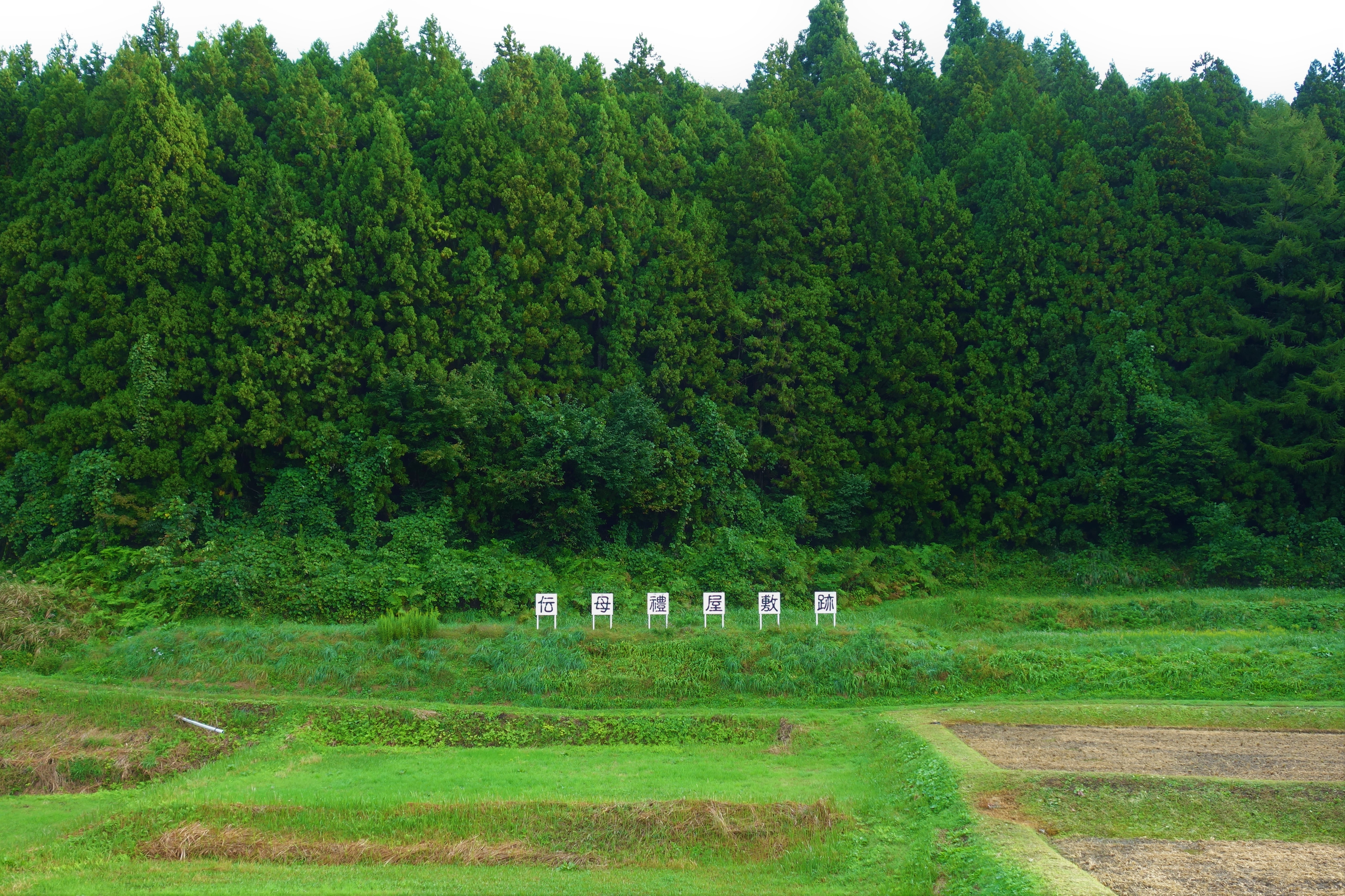
岩手県奥州市前沢の伝・母禮屋敷跡

延暦21年4月15日（ユリウス暦802年5月19日）、盤具公母禮は大墓公阿弖利爲とともに、種類500余人を率いて造胆沢城使・坂上田村麻呂の下に降伏した。盤具公母禮の名前が史料にはじめてみえ、蝦夷の族長であったと思われるが、盤具公氏がどこを本拠地としていたかなどは不明である。
延暦21年7月10日（ユリウス暦802年8月11日）、田村麻呂にともなわれて阿弖利爲とともに平安京に向かう。
延暦21年8月13日（ユリウス暦802年9月17日）、田村麻呂は「この度は願いに任せて返入せしめ、其の賊類を招かん」と申したが、公卿は執論して「野生獣心にして、反復定まりなし。たまたま朝威に縁りてこの梟帥を獲たり。もし申請に依り、奥地に放還すれば、いわゆる虎を養いて患いを残すなり」と申し、公卿の意見が取り入れられたため捉えられ、母禮は河内国椙山にて阿弖利爲とともに斬られた。

## 年表
| 和暦     | 西暦  | 日付 （旧暦） | 内容                                                        | 出典              |
| -------- | ----- | ------------- | ----------------------------------------------------------- | ----------------- |
| 延暦21年 | 802年 | 4月15日       | 夷大墓公阿弖利爲と種類500余人を率いて坂上田村麻呂に降伏した | 類聚国史 日本紀略 |
| 延暦21年 | 802年 | 7月10日       | 坂上田村麻呂に伴われて平安京付近に至った                    | 日本紀略          |
| 延暦21年 | 802年 | 8月13日       | 河内国椙山で斬られた                                        | 日本紀略          |

## 関連資料
盤具公母禮が記録される資料
- 『日本後紀』 - 散逸度が高く、抄録しか残らない。
- 『類聚国史』
- 『日本紀略』 - 六国史の抜粋。『日本後紀』の散逸部分を知る助けになる。

## 登場作品
テレビドラマ
- 『炎立つ』（1993年-1994年、NHK大河ドラマ、演：塩見三省、役名：母礼（もれ））
- 『火怨・北の英雄 アテルイ伝』 - 原作は小説「火怨」。2013年1月のNHK BSプレミアムBS時代劇及び土曜ドラマ、演：北村一輝

### 原典
1. ↑  『類聚国史』延暦二十一年四月十五日条
2. ↑  『日本紀略』延暦二十一年夏四月庚子（十五日）条
3. ↑  『日本紀略』延暦二十一年秋七月甲子（十日）条
4. ↑  『日本紀略』延暦二十一年八月丁酉（十三日）条